# Sers, Hautes-Pyrénées
Sers là một xã thuộc tỉnh Hautes-Pyrénées trong vùng Occitanie khu vực tây nam nước Pháp. Xã này nằm ở khu vực có độ cao trung bình 1100 mét trên mực nước biển.

## gallery

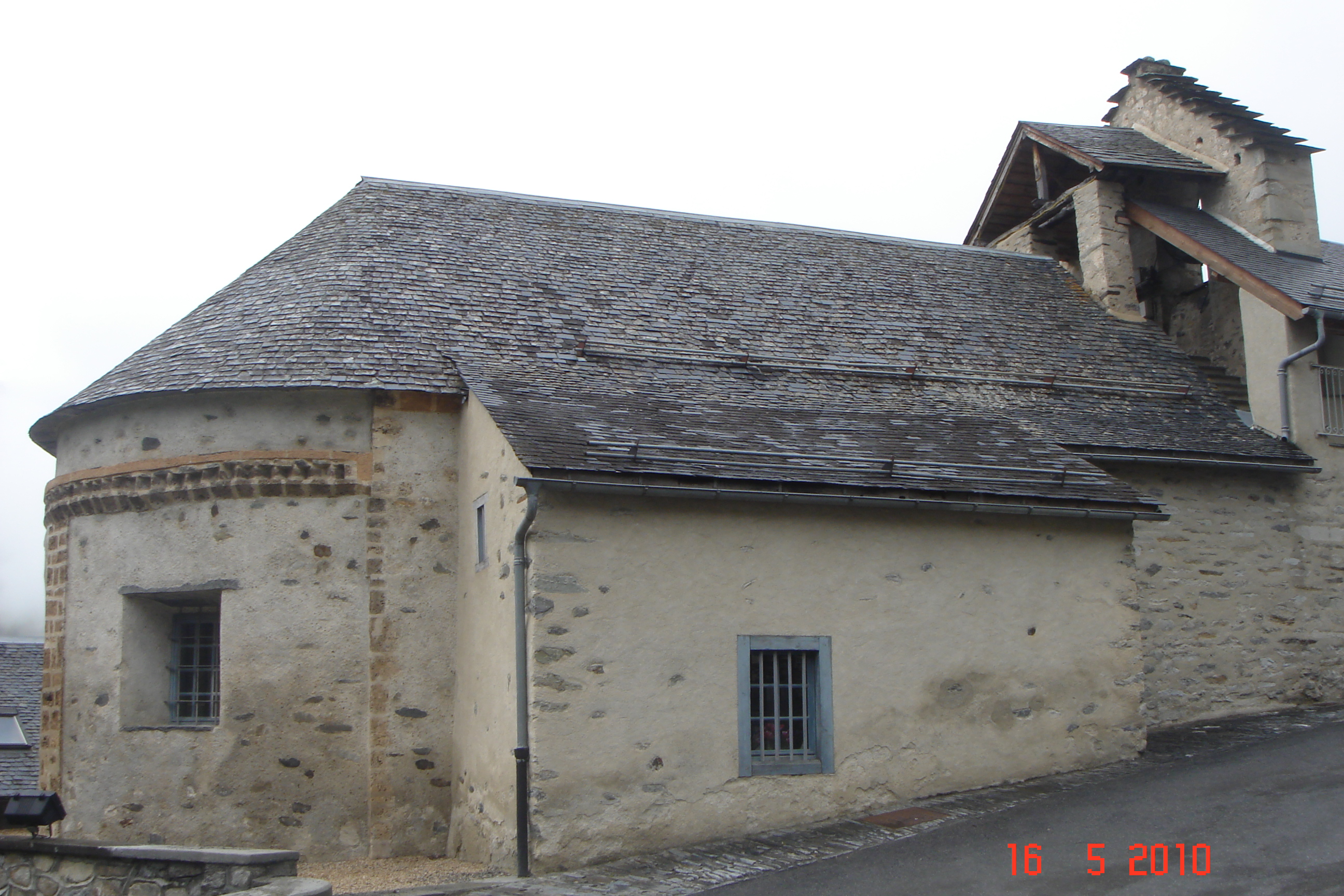
église Saint-Vincent
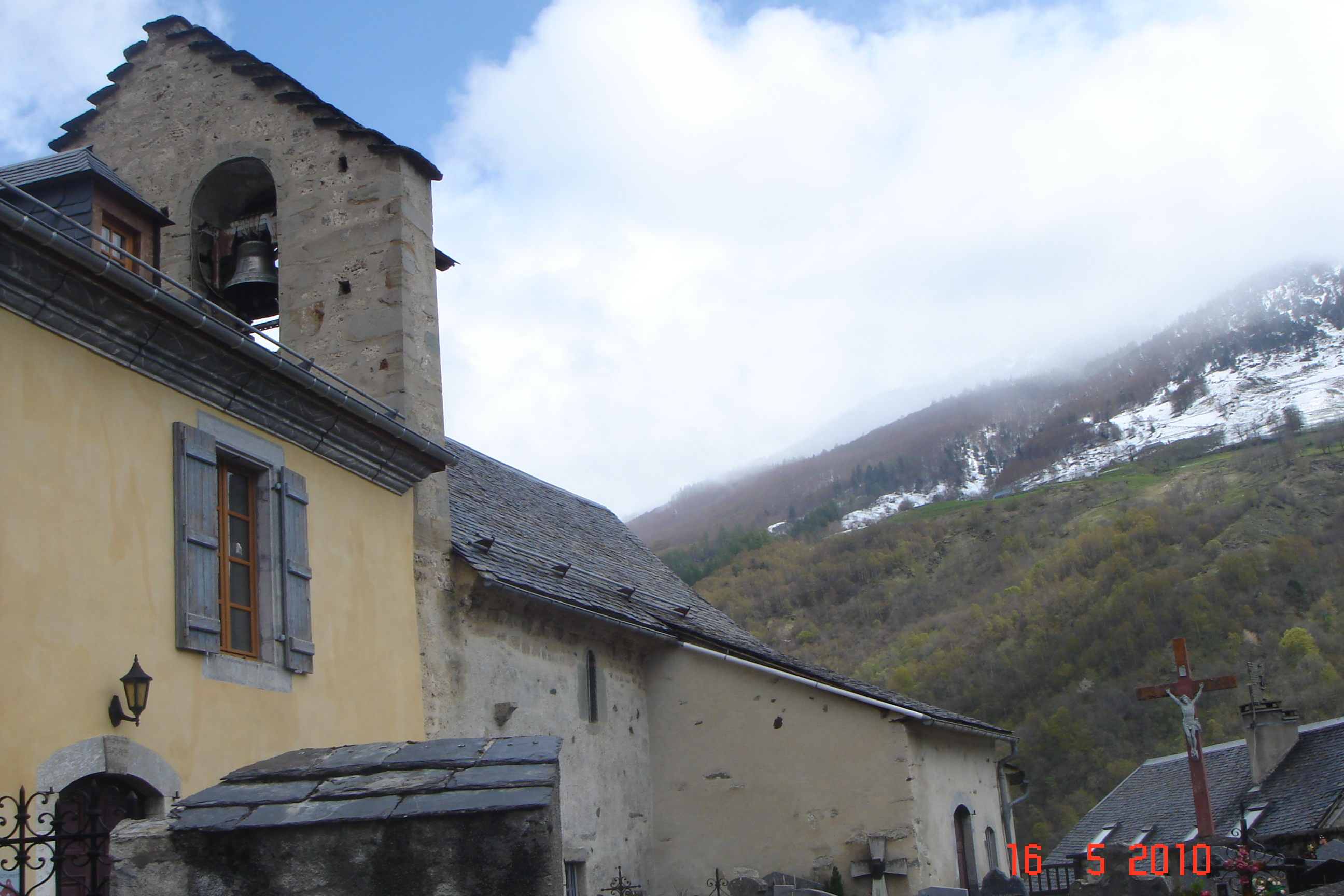
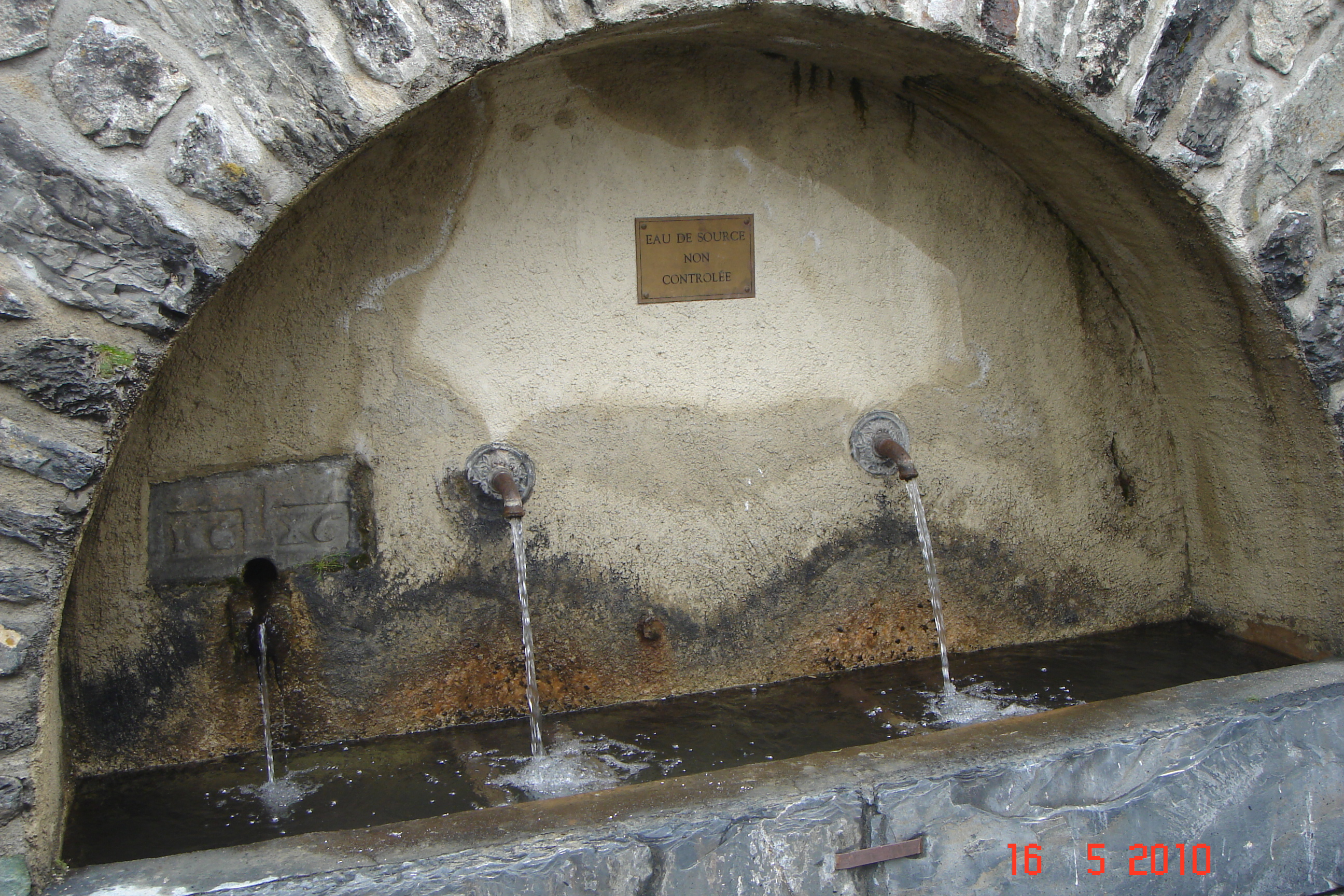
Fontaine 1616
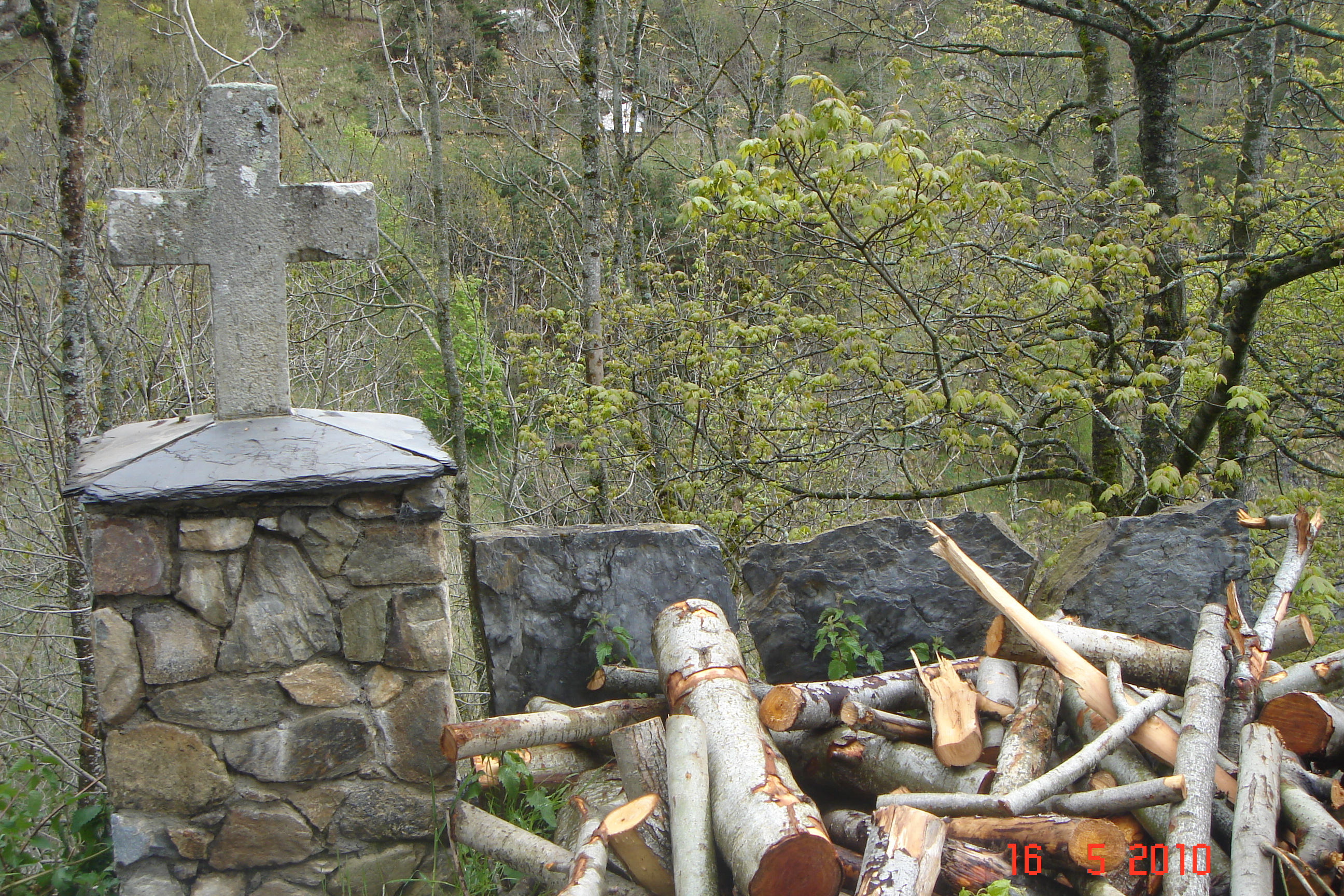
Croix
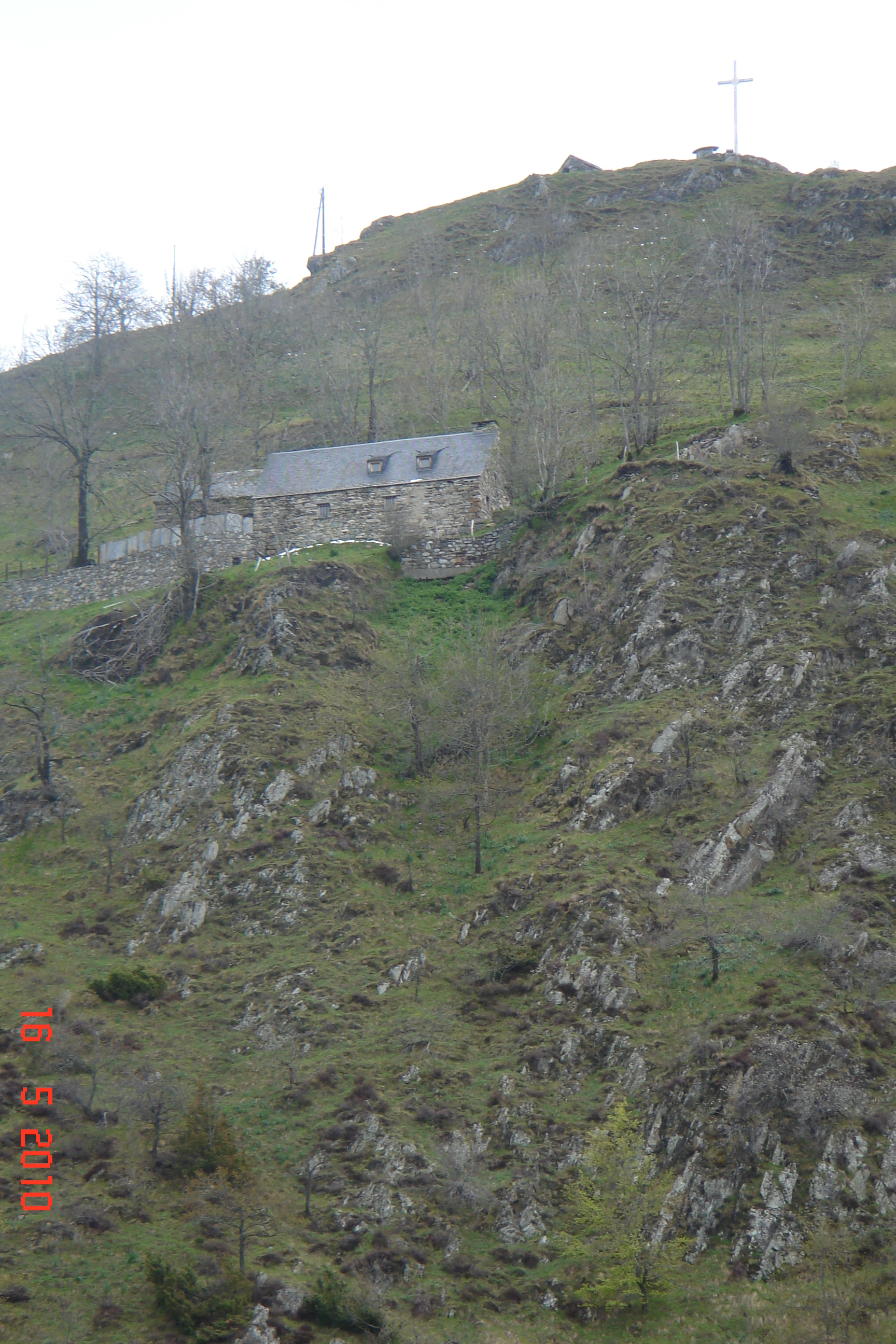
Croix Saint-Justin
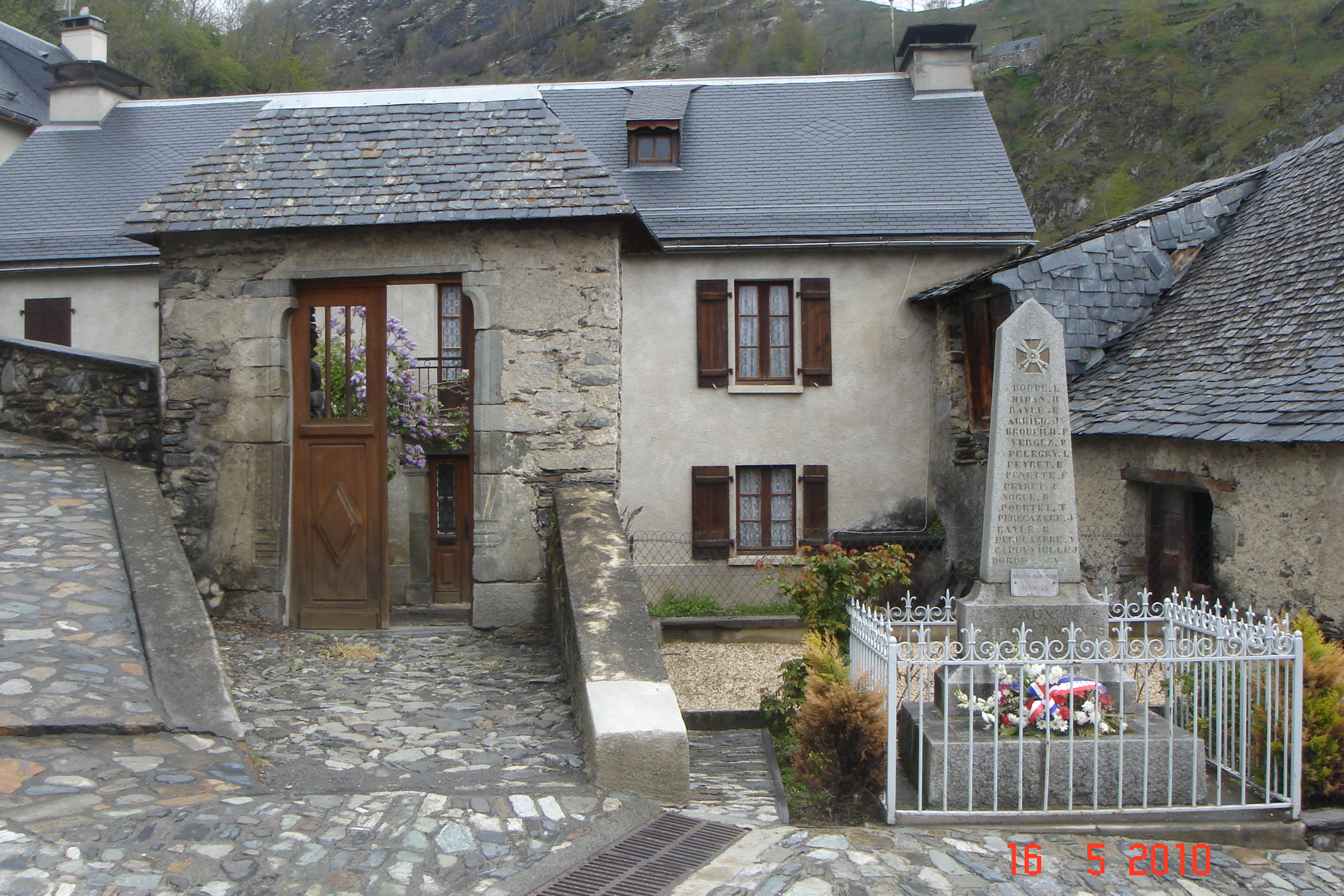
Monument aux morts
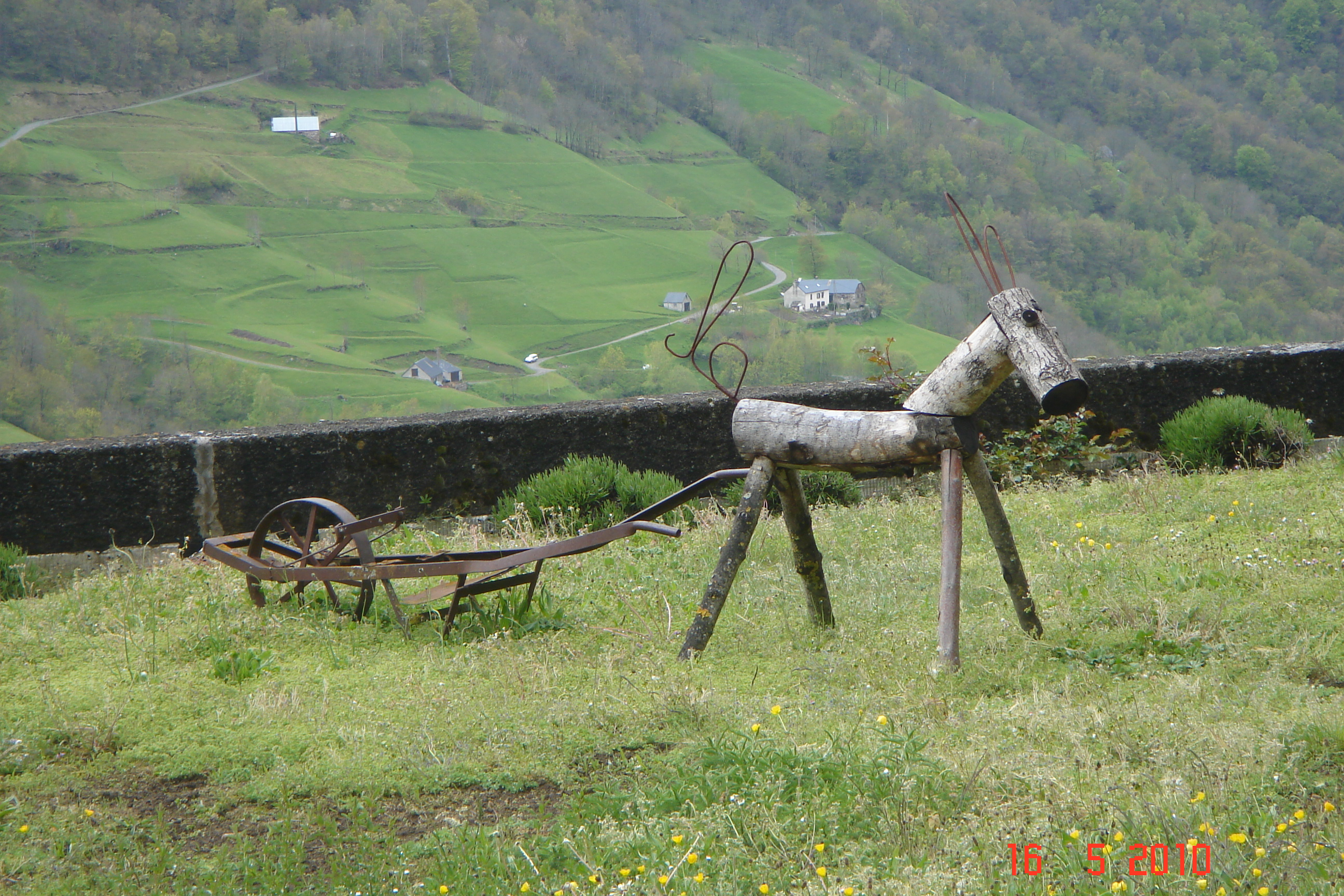
L'animal laboureur
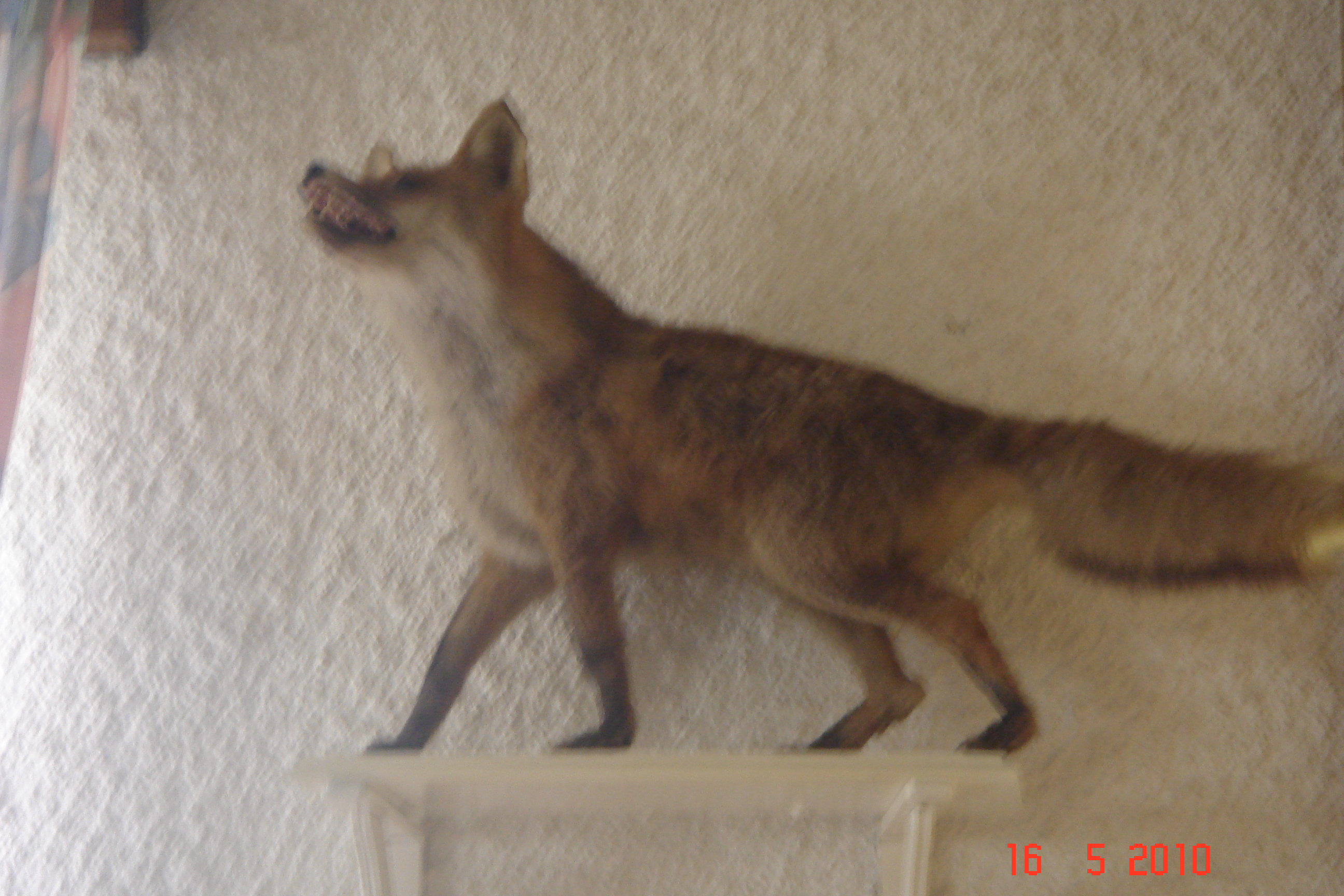
Le renard de Rozette